# Саша Вуячич
Александер «Саша» Вуячич (словен. Aleksander Saša Vujačič, нар. 8 березня 1984, Марибор, СФР Югослафія) — словенський професіональний баскетболіст, виступав на позиції атакувального захисника. Гравець національної збірної Словенії. Дворазовий чемпіон НБА.

## Ігрова кар'єра

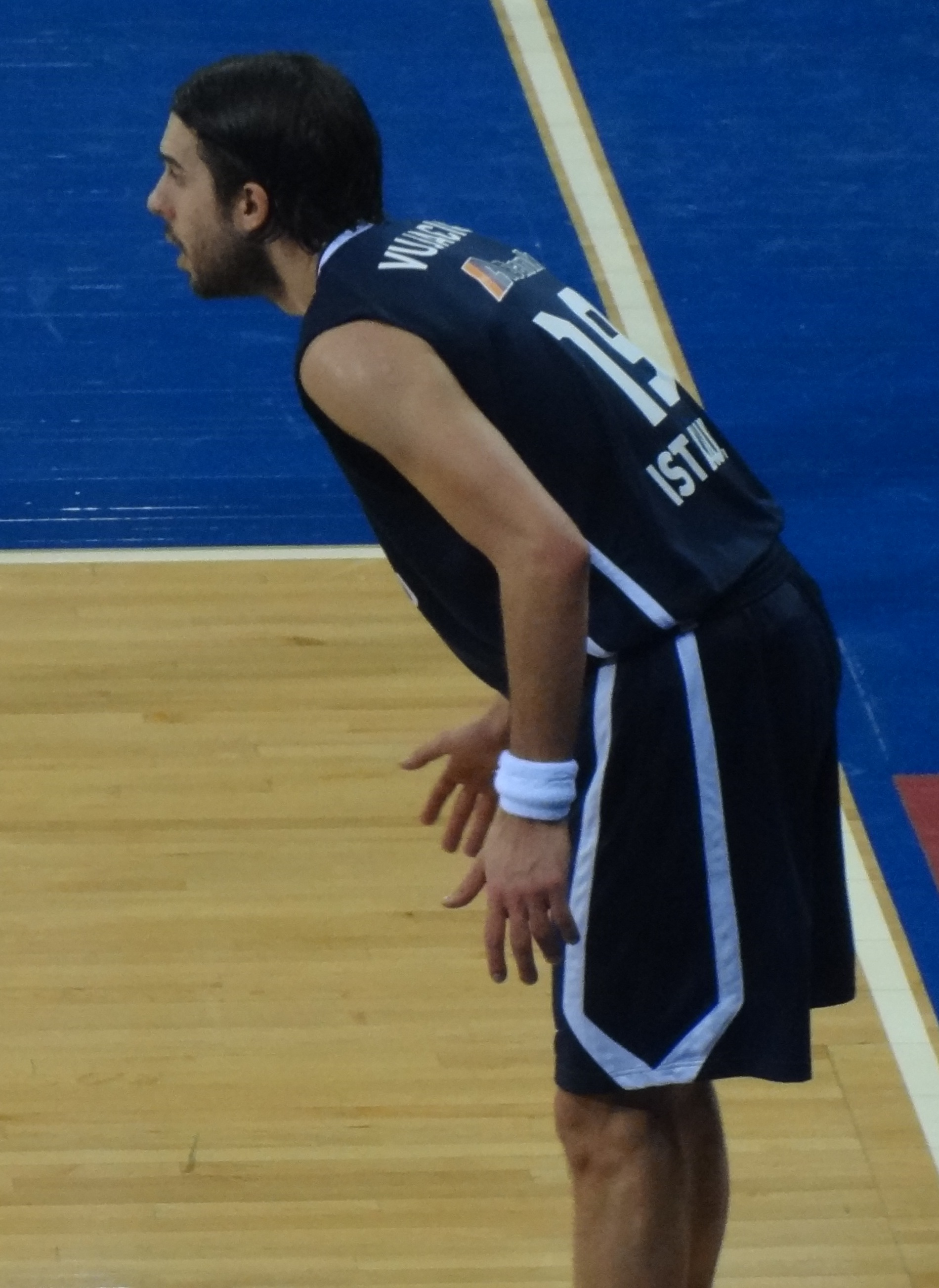
Вуячич у грі за «Анадолу Ефес»

Професійну кар'єру розпочав 2001 року виступами у складі італійської команди «Удіне», за яку грав протягом 3 сезонів.
2004 року був обраний у першому раунді драфту НБА під загальним 27-м номером командою «Лос-Анджелес Лейкерс». Кар'єру в НБА розпочав 2004 року виступами за тих же «Лос-Анджелес Лейкерс», захищав кольори команди з Лос-Анджелеса протягом наступних 6 сезонів. 29 листопада 2007 року провів найрезультативнішу на той момент гру в своїй американській кар'єрі, набравши 22 очки у матчі проти «Денвера». У сезоні 2007—2008 забив 118 з 270 триочкових спроб, встановивши таким чином рекорд клубу за влучністю в одному сезоні (43,7%). Того ж сезону допоміг команді дійти до Фіналу НБА, де сильнішим у серії з 6 матчів виявився «Бостон».
Наступного року «Лейкерс» знову дійшли до фіналу НБА, де перемогли «Орландо». Таким чином Вуячич вперше став чемпіоном НБА.
У сезоні 2009—2010 команда втретє поспіль дійшла до фінальної серії НБА. Цього разу їм протистояли «Бостон Селтікс», яких вони і здолали у важкій серії з 7 метчів. Сам Вуячич був важливим рольовим гравцем як у сезоні, так і безпосередньо у фіналі.
З 2010 по 2011 рік грав у складі «Нью-Джерсі Нетс». 9 лютого 2011 року в матчі проти «Нового Орлеану» оновив рекорд результативності, набравши 25 очок.
2011 року перейшов до турецької команди «Анадолу Ефес», у складі якої провів наступні 2 сезони своєї кар'єри. У своєму першому сезоні в Євролізі набирав у середньому 13,9 очок та 3,3 підбирання за матч. У другому сезоні допоміг команді дійти до 1/8 фіналу турніру.
Наступною командою в кар'єрі гравця була «Лос-Анджелес Кліпперс», з якою він підписав 10-денний контракт 3 лютого 2014 року.

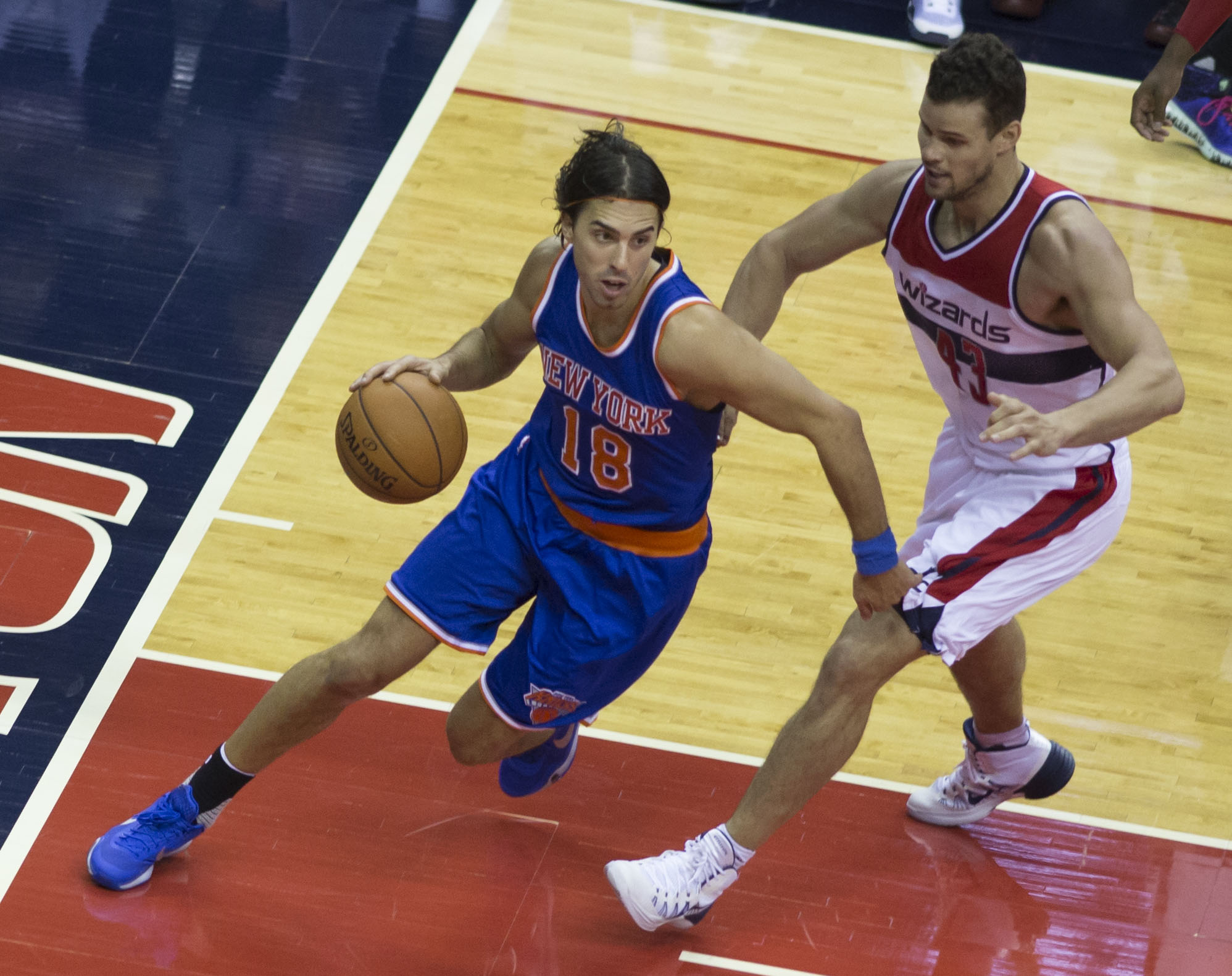
Вуячич (ліворуч) у грі за «Нью-Йорк», 2015

25 березня 2014 року підписав контракт з італійською командою «Реєр Венеція». Відігравши 5 матчів, сторони не продовжили співпрацю.
28 жоавтня 2014 року перейшов до складу іспанської команди «Басконія», де виступав до 30 грудня.
Наступною командою в кар'єрі гравця була «Істанбул Башакшехір» з Туреччини, до складу якої приєднався 2 січня 2015 року. Відіграв у чемпіонаті Туреччини решту сезону.
З 2015 по 2017 рік грав у складі «Нью-Йорк Нікс». Дебютував за команду з Нью-Йорка 28 жовтня матчем проти «Мілвокі», записавши до свого активу 11 очок, 6 підбирань, 3 результативні передачі та 4 перехоплення.
2017 року перейшов до італійської команди «Ауксіліум Торіно», у складі якої провів наступний сезон своєї кар'єри. 18 лютого 2018 року приніс своїй команді перемогу в Кубку Італії, забивши вирішальний кидок.
2019 року став гравцем «Верони».

## Статистика виступів
| † | Позначає сезон, в якому Саша Вуячич ставав чемпіоном НБА |

### Регулярний сезон
| Сезон             | Команда                 | GP  | GS | MPG  | FG%  | 3P%  | FT%  | RPG | APG | SPG | BPG | PPG  |
| ----------------- | ----------------------- | --- | -- | ---- | ---- | ---- | ---- | --- | --- | --- | --- | ---- |
| 2004–05           | «Лос-Анджелес Лейкерс»  | 35  | 3  | 11.5 | .282 | .270 | .947 | 1.8 | 1.5 | .3  | .1  | 2.9  |
| 2005–06           | «Лос-Анджелес Лейкерс»  | 82  | 4  | 17.7 | .346 | .343 | .885 | 1.9 | 1.7 | .6  | .0  | 3.9  |
| 2006–07           | «Лос-Анджелес Лейкерс»  | 73  | 4  | 12.8 | .392 | .373 | .878 | 1.5 | .9  | .6  | .0  | 4.3  |
| 2007–08           | «Лос-Анджелес Лейкерс»  | 72  | 0  | 17.8 | .454 | .437 | .835 | 2.1 | 1.0 | .5  | .1  | 8.8  |
| 2008–09†          | «Лос-Анджелес Лейкерс»  | 80  | 0  | 16.2 | .387 | .363 | .921 | 1.7 | 1.4 | 1.0 | .1  | 5.8  |
| 2009–10†          | «Лос-Анджелес Лейкерс»  | 67  | 1  | 8.6  | .402 | .309 | .848 | 1.2 | .6  | .3  | .1  | 2.8  |
| 2010–11           | «Лос-Анджелес Лейкерс»  | 11  | 0  | 4.9  | .348 | .429 | .500 | .4  | .5  | .1  | .0  | 1.8  |
| 2010–11           | «Нью-Джерсі Нетс»       | 56  | 17 | 28.5 | .404 | .369 | .851 | 3.3 | 2.3 | .9  | .1  | 11.4 |
| 2013–14           | «Лос-Анджелес Кліпперс» | 2   | 0  | 5.0  | .400 | .500 | .000 | 1.5 | .0  | .5  | .0  | 2.5  |
| 2015–16           | «Нью-Йорк Нікс»         | 61  | 25 | 14.9 | .383 | .364 | .821 | 2.4 | 1.4 | .6  | .1  | 4.9  |
| 2016–17           | «Нью-Йорк Нікс»         | 42  | 4  | 9.7  | .309 | .311 | .708 | 1.4 | 1.2 | .3  | .0  | 3.0  |
| Усього за кар'єру | Усього за кар'єру       | 581 | 58 | 15.3 | .390 | .367 | .858 | 1.9 | 1.3 | .6  | .1  | 5.3  |

### Плей-оф
| Сезон             | Команда                | GP | GS | MPG  | FG%  | 3P%  | FT%   | RPG | APG | SPG | BPG | PPG |
| ----------------- | ---------------------- | -- | -- | ---- | ---- | ---- | ----- | --- | --- | --- | --- | --- |
| 2006              | «Лос-Анджелес Лейкерс» | 7  | 0  | 18.4 | .423 | .600 | 1.000 | 2.4 | .9  | .6  | .0  | 6.0 |
| 2007              | «Лос-Анджелес Лейкерс» | 4  | 0  | 10.8 | .556 | .250 | .000  | 1.0 | .8  | .3  | .0  | 2.8 |
| 2008              | «Лос-Анджелес Лейкерс» | 21 | 0  | 21.7 | .399 | .392 | .857  | 2.2 | .8  | .6  | .2  | 8.1 |
| 2009†             | «Лос-Анджелес Лейкерс» | 23 | 0  | 10.9 | .264 | .314 | .833  | 1.4 | .5  | .4  | .2  | 3.0 |
| 2010†             | «Лос-Анджелес Лейкерс» | 10 | 0  | 7.6  | .435 | .400 | .833  | .8  | .5  | .2  | .0  | 3.1 |
| Усього за кар'єру | Усього за кар'єру      | 65 | 0  | 14.7 | .366 | .384 | .879  | 1.6 | .6  | .4  | .1  | 5.0 |

## Особисте життя
Народився у сім'ї батька-серба та матері-словенки. Батько був тренером з баскетболу, а мати — волейболісткою. Вона виступала професійно за один з топ-клубів Югославії, проте закінчила кар'єру в 19 років, коли завагітніла Сашею. У віці 6 років батьки Вуячича розлучились. Має сестру Сару та брата Альошу.
Зустрічався та був заручений з тенісисткою Марією Шараповою, проте пара розійшлась 2012 року.

### Підприємницька діяльність
Власник винного бренду Aleksander, перші урожаї якого були зібрані на винокурні S&G Estate в Пасо Робулс, Каліфорнія. Винокурня спеціалізується на сортах Бордо та офіційно стартувала продаж вина 2017 року. Перші вінтажі отримали високі рейтинги та хороші відгуки, а вінтаж 2011 року отримав 95 балів зі 100 у журналі Wine Enthusiast.
2018 року став офіційним послом японського баскетбольного клубу Сага Балунерс. У його обов'язки входить консультація клубу з баскетбольних операцій, а також популяризація баскетболу в японській культурі.